# Eudorylas libratus
Eudorylas libratus är en tvåvingeart som först beskrevs av Hardy 1949.  Eudorylas libratus ingår i släktet Eudorylas och familjen ögonflugor. Inga underarter finns listade i Catalogue of Life.